# El México que nos duele
El México que nos duele, es un libro escrito por Alejandro Rosas (México, 1969) y Ricardo Cayuela (México, 1969), historiador el primero y licenciado en Letras Hispánicas el segundo, ambos colaboradores de la revista  mexicana Letras Libres. Se trata de un ensayo dividido en dos partes independientes, donde el tema principal es México, su realidad y el por qué de su circunstancia actual.

## Sinopsis
«El México que nos duele: crónica de un país sin rumbo.» La primera parte del libro escrita por Alejandro Rosas está referida a la historia que define a México. Desde la fundación de la república hasta la crisis electoral de 2006; de la tradición autoritaria hasta las convulsiones de la democracia. Concluye con la pregunta hecha a los mexicanos: ¿estamos aptos para la democracia?
La segunda parte de Ricardo Cayuela es una reflexión sobre el momento en el que se encuentra la nación mexicana. Crítica del autor que quiere reflejar el enojo y frustración de muchos de sus ciudadanos ante la realidad del país. Hace un recuento de oportunidades perdidas, de vicios hechos cultura y de la corrupción enquistada en el sistema.
El común denominador de esta colaboración de dos autores se expresa en la pregunta que plantea la obra, parafraseando a Mario Vargas Llosa, ¿En qué momento se jodió México?